# Гедвига Елизавета Нойбургская
Гедвига Елизавета Амалия Нейбургская (нем. Hedwig Elisabeth Amalia von der Pfalz; 18 июля 1673 — 10 августа 1722) — графиня Пфальцская, дочь Филиппа Вильгельма Пфальцского и Елизаветы Амалии Гессен-Дармштадтской. Среди её сестёр были королева Испании, королева Португалии и императрица Священной Римской империи.

## Биография
Рождённая во дворце родителей в Дюссельдорфе она была пятнадцатым из семнадцати детей своих родителей.
Её будущий муж Якуб Людвик Собеский, сын короля польского Яна III Собеского, был помолвлен с Людовикой Каролиной Радзивилл, но свадьба так и не состоялось, что позволило Якубу Людвигу жениться на Гедвиге Елизавете. Венчание состоялось 8 февраля 1691 года. В семье родились пять дочерей, две из которых оставили потомство:
1. Мария Леопольдина (30 апреля 1693 — 12 июля 1695) — умерла в детстве;
2. Мария Казимира (20 января 1695 — 18 мая 1723) — стала монахиней. Её отец пытался устроить её брак с королём Швеции Карлом XII.
3. Мария Каролина (25 ноября 1697 — 8 мая 1740) — дважды была замужем, оставила потомство;
4. Мария Клементина (18 июля 1702 — 24 января 1735) — в первом браке замужем за Джеймсом Фрэнсисом Эдуардом Стюартом, сыном короля Якова II, оставила потомство;
5. Мария Магдалена (3 августа 1704 — 3 августа 1704) — умерла в детстве.

Умерла княгиня Собеская 10 августа 1722 года в своём Олавском дворце, похоронена в соборе Святого Иоанна Крестителя в Вроцлаве.